# Idade de Pau
Idade de Pau foi um jornal brasileiro editado em Porto Alegre.
Fundado por Pedro José de Almeida, o Pedro Boticário, raivoso combatente dos portugueses e incentivador farroupilha.
Jornal republicano, iniciou suas atividades em novembro de 1833, um mês após a primeira edição do A Idade D'Ouro, monarquista. Seu símbolo, estampado no cabeçalho, era um cacete de madeira.
Com formato 16 x 22 cm, teve frequência irregular, seu último número foi o 12 em 26 de setembro de 1835.